# Naver
Naver ist ein südkoreanisches Webportal, das 1999 entwickelt wurde. Es umfasst eine Suchmaschine und diverse weitere Dienste.

## Suchmaschine
Naver verarbeitet 2007 täglich 110 Millionen Suchanfragen und ist mit einem Anteil von 77 % an allen inländischen Suchanfragen in Südkorea Marktführer. Auch 2014 erhält Naver unverändert eine Mehrheit der südkoreanischen Suchanfragen im Internet, weit vor dem inländischen Konkurrenten Daum oder Google.

## Funktionen
Zu Navers Portaldiensten gehören u. a. Blogs, das Naver Cafe, Webtoons (Web-Manhwa), N-Drive Webspace, und ein Online-Shop.
Folgende Inhalte verdienen besondere Beachtung:

### Knowledge-iN (Jishik-iN)
Zur Zeit seiner Gründung war Naver die erste koreanische Suchmaschine. Da koreanischsprachige Inhalte nicht ausreichend im World Wide Web vorhanden waren, entschied sich Naver zur eigenen Erstellung von Inhalten. Das im Jahre 2002 zugänglich gemachte Knowledge-iN (Jishik-iN) war hierfür eine der wichtigsten Entwicklungen. Während die Idee der digitalen Auskunft bereits existierte, war Knowledge-iN ein Novum durch die Möglichkeit des freien Austausches, der Antwort-Bewertung und der sofortigen Integration von Antworten in den Suchmaschinendienst. Diese digitale "Massenauskunft" (ultra-large scale Q&A) erfreute sich großer Beliebtheit in Südkorea und wurde bald landesweit genutzt. Im Jahr 2009 hatte der Dienst über 60 Millionen Beiträge in 3.500 Unterkategorien. Insbesondere ab 2006 implementierten viele Konkurrenten eigene Dienste für digitale Massenauskunft, so wie z. B. Yahoo!Answers (2006), gutefrage.net (2006) oder Wer-weiss-was.de (2007).

### Kartendienst
Der Kartendienst ist äußerst detailliert und listet beinahe jedes existierende Geschäft in Südkorea inklusive Kontaktdaten und Informationen auf. Routenberechnungen umfassen alle öffentlichen Verkehrsmittel und gelten als zuverlässig hinsichtlich des schnellsten Weges bei einer Vielzahl möglicher Bahn-Bus Kombinationen (insbesondere in der Hauptstadt Seoul). Der Dienst umfasst auch Straßen- sowie Flugzeugperspektiven. Navers Kartenmaterial ist bezüglich der koreanischen Halbinsel den meisten Diensten anderer Konkurrenten (wie z. B. Google Maps) überlegen, beschränkt sich jedoch auf dieses Gebiet und ist für keine weiteren Länder verfügbar. Darüber hinaus wird der Dienst einzig in koreanischer Sprache angeboten.

### Wörterbücher
Das Portal unterhält eines der umfangreichsten elektronischen Wörterbücher auf koreanischer Wortbasis. Es werden über 15 Sprachen unterstützt, u. a. Englisch, Japanisch, Chinesisch, Französisch, Spanisch oder Vietnamesisch. Anders als der Konkurrent Daum Communications bietet Naver auch ein deutsch-koreanisches Wörterbuch. Die Wörterbücher können auch als Mobile App für Android oder Apple iOS heruntergeladen werden.
Unter "Globale Konversation" (koreanisch 글로벌회화 Geullobeol hoehwa) werden ganze Phrasen in den jeweiligen Sprachen vorgestellt und erklärt, wobei die Aussprache bestmöglich in Hangeul untertitelt wird.
Darüber hinaus gibt es ein Wörterbuch der koreanischen Sprache sowie ein Hanja-Lexikon.